# Rio Morača
O Moraca ou Morača é um rio com 112 km de extensão localizado no Montenegro. O Moraca nasce no interior do país, atravessa a cidade de Podgorica, e desagua no lago Escútare.